# Amt Cloppenburg
Das Amt Cloppenburg war ein Verwaltungsbezirk des Großherzogtums Oldenburg und des späteren Freistaates Oldenburg. Der Sitz des Amtes befand sich in Cloppenburg. Die Funktion der oldenburgischen Ämter entsprach weitgehend der Funktion der Landkreise im übrigen Deutschen Reich.

## Geschichte
Das Amt Cloppenburg wurde im Rahmen der oldenburgischen Verwaltungsreform von 1814 gebildet und umfasste zunächst die Gemeinden Cloppenburg, Cappeln, Emstek und Molbergen. 1855 wurde im Umland von Cloppenburg die Gemeinde Krapendorf gebildet. 1872 wurde auch Garrel eine eigenständige Gemeinde. 1879 traten die Gemeinden Essen, Lastrup, Lindern und Löningen aus dem aufgelösten Amt Löningen hinzu.
Bei der Verwaltungsreform von 1933 wurde das alte Amt Cloppenburg um das Gebiet des aufgelösten Amtes Friesoythe vergrößert. Aus dem neuen vergrößerten Amt Cloppenburg wurde 1939 der Landkreis Cloppenburg.

## Einwohnerentwicklung
| Amt Cloppenburg | 1890   | 1900   | 1910   | 1925   |
| --------------- | ------ | ------ | ------ | ------ |
| Einwohner       | 22.186 | 24.207 | 29.993 | 37.002 |

## Gemeinden
Das Amt Cloppenburg umfasste 1910 zehn Gemeinden (Stand 1. Dezember 1910):
| Gemeinde    | Einwohner |
| ----------- | --------- |
| Cappeln     | 1813      |
| Cloppenburg | 3702      |
| Emstek      | 3210      |
| Essen       | 3931      |
| Garrel      | 2187      |
| Krapendorf  | 2740      |
| Lastrup     | 2520      |
| Lindern     | 2239      |
| Löningen    | 5695      |
| Molbergen   | 1956      |